# Vlag van Honduras
De vlag van Honduras heeft drie horizontale banen in de kleurenvolgorde blauw-wit-blauw, met in de middelste baan vijf blauwe sterren. De vlag wordt zowel gebruikt als civiele vlag, staatsvlag en oorlogsvlag; alleen de oorlogsvlag ter zee toont in plaats van vijf sterren het Hondurese wapen.

## Symboliek
Honduras maakte van 1823 tot de burgeroorlog van 1838-1840 deel uit van de Verenigde Staten van Centraal-Amerika, die vanaf 1825 Federale Republiek van Centraal-Amerika zou heten. Net als de andere staten die uit deze federatie zijn voortgekomen, Costa Rica, El Salvador, Guatemala en Nicaragua, heeft Honduras zijn vlag gebaseerd op de vlag van de Verenigde Staten van Centraal-Amerika.
De twee blauwe banden staan voor de Grote Oceaan en de Atlantische Oceaan/Caribische Zee. De witte band staat voor het land dat tussen de twee oceanen ligt. In het midden van deze band staan vijf blauwe sterren die de vijf landen die uit de Verenigde Staten van Centraal-Amerika voortgekomen zijn symboliseren. De vlag ademt dus de hoop uit dat de Verenigde Staten van Centraal-Amerika eens weer zal bestaan.
Pas op 18 januari 1949 werden de vorm en kleurstelling van de vlag vastgelegd. Tot deze tijd kwamen ook enkele alternatieve vlaggen voor, waarbij de sterren in een ander patroon waren gerangschikt of geel in plaats van blauw van kleur waren. Op 27 januari 2022 werd de kleur blauw in de vlag aangepast, naar het lichtere turquoise.

## Ontwerp

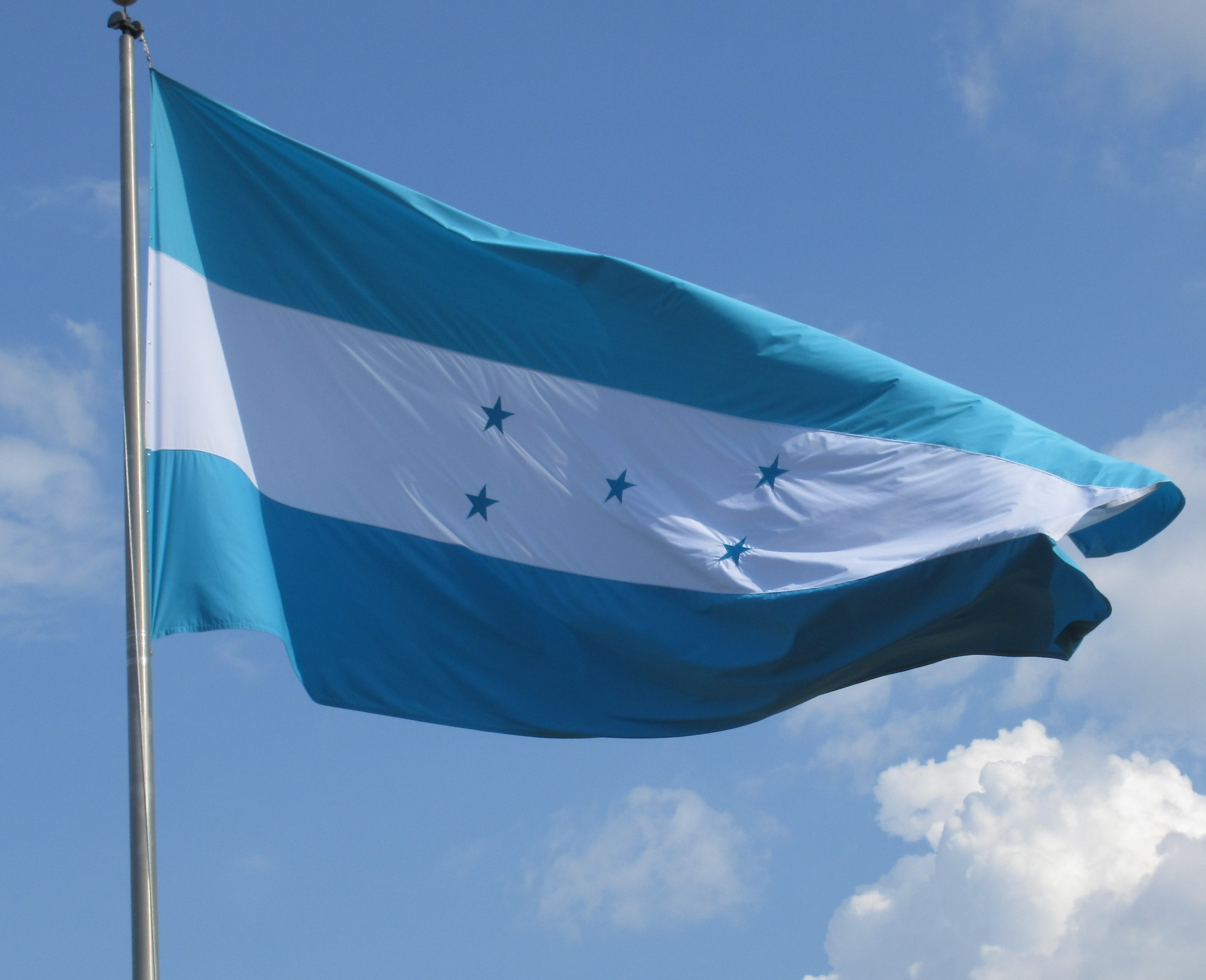
Wapperende Hondurese vlag

De drie horizontale banen zijn even hoog en nemen dus elk een derde van de hoogte van de vlag in; de hoogte van de vlag is gelijk aan de helft van de breedte (lengte) van de vlag. Het blauw in de bovenste en onderste baan en in de sterren wordt officieel omschreven als azul turquesa, turquoise blauw.
De vijf vijfpuntige sterren staan in een X-patroon, waarbij het midden van de middelste zich exact in het midden van de vlag bevindt. Het midden van de linker twee sterren bevindt zich op een derde vanaf de linkerzijde van de vlag; het midden van de rechter twee sterren bevindt zich op een derde vanaf de rechterzijde van de vlag.

## Geschiedenis

### Vlaggen van de Verenigde Staten van Centraal-Amerika
De vlag van Honduras is zoals hierboven vermeld afgeleid van de vlag van de Verenigde Staten van Centraal-Amerika, die weer beïnvloed is door de Argentijnse vlag. Deze vlag bestond uit drie horizontale banen in de kleurencombinatie blauw-wit-blauw, met in het midden het wapen van de Verenigde Staten van Centraal-Amerika. In de periode dat deze federatie bestond (1823-1841, vanaf 1825 Federale Republiek van Centraal-Amerika geheten), fungeerde de Centraal-Amerikaanse vlag niet alleen als nationale vlag maar ook als deelstaatsvlag van Honduras en kan zodoende gezien worden als de eerste Hondurese vlag.
|  |  |

Vlag van Honduras, 1866-1933

Alternatieve weergave na 1866

Alternatieve weergave, 1895-1899

Vlag van Honduras, 1949-2022

De andere landen die uit deze federatie voortgekomen zijn (Costa Rica, El Salvador, Guatemala en Nicaragua), hebben hun vlag ook op de vlag van de Verenigde Staten van Centraal-Amerika gebaseerd. De vlaggen van deze landen bestaan namelijk ook uit de kleurenvolgorde blauw-wit-blauw. Alleen Costa Rica heeft de kleur rood toegevoegd; in de vlag van Guatemala zijn de drie banden verticaal.

### Vlaggen van het onafhankelijke Honduras
Toen Honduras zich in 1838 onafhankelijk verklaarde, bleef de vlag van de Verenigde Staten van Centraal-Amerika in gebruik als nationale vlag. In 1851 deed Honduras mee aan de stichting van een nieuwe Centraal-Amerikaanse federatie. Deze federatie zou snel uiteenvallen, maar presenteerde nog wel een nieuwe vlag, gebaseerd op de oude Centraal-Amerikaanse vlag. Omdat het niet waarschijnlijk is dat de vlag van 1851 in korte tijd breed geaccepteerd werd, bleef men waarschijnlijk de oude vlag gebruiken tot 18 februari 1866, toen de eerste echt Hondurese vlag werd aangenomen.
Er is geen duidelijkheid over het antwoord op de vraag hoe de vlag van 1866 er precies uitzag. Duidelijk is dat de vlag net als haar voorgangers uit drie horizontale banen in de kleurencombinatie blauw-wit-blauw bestond en vijf sterren in de middelste baan toonde. Volgens sommige bronnen stonden de sterren op dezelfde positie als tegenwoordig, maar met de punt naar beneden; andere bronnen stellen dat de sterren in een halve cirkel stonden. De oorlogsvlag toonde het toenmalige Hondurese wapen met vijf sterren eronder.
In 1895 werd bekend dat Honduras samen met Nicaragua en El Salvador de Republiek van Centraal-Amerika zou gaan vormen; weer een poging de Midden-Amerikaanse landen in één staat te verenigen. Aangezien de vlag van deze federatie gouden sterren bevatte, zouden de sterren in de Hondurese vlag in de tweede helft van de jaren 1890 ook vaak in het goud worden weergegeven, echter zonder dat daar een wettelijke basis voor was.
In 1933 werden de ontwerpdetails van de vlag iets aangepast; hetzelfde gebeurde in 1949 voor het laatst en sindsdien bleef de Hondurese vlag zeven decennia ongewijzigd. Op 27 januari 2022, na de aanstelling van president Xiomara Castro, werd de kleurwijziging van de vlag van ceruleumblauw naar turquoise, die al in 1949 werd afgesproken, daadwerkelijk doorgevoerd.